# CTRM
CTRM  (англ. Commodity Trade and Risk Management) — класс информационных систем, служащих для поддержки бизнес-процессов глобальной торговли биржевыми товарами, а также производными от них инструментами. Исторически развился из более узкого класса — ETRM (англ. energy trade and risk management).
Бизнес-процессы ETRM/CTRM и системы их поддерживающие отличаются заметной спецификой. Это высокая волатильность цен на эти товары, и связанная с этим высокая рискованность операций. В то же время товарный трейдинг существенно отличается от фондового трейдинга наличием логистической специфики — географических перемещений, складских, транспортных и временных издержек, потерь и излишков при обработке неупакованных грузов, показателей качества (также изменяющихся в течение транспортировок, перевалок и хранения), необходимости планирования транспорта и прочих особенностей.

## Ведущие поставщики
По версии журнала «Commidities Now» на август 2011 года, ведущими поставщиками систем этого класса были:
- OpenLink Financial (вместе с впоследствии приобретённой компанией SolArc[2])
- Tripple Point Technology
- SunGard
- Allegro Development
- Brady PLC

Крупные производители программного обеспечения для организаций были представлены на периферии этого рынка, например у SAP есть несколько приложений, поддерживающих логистические аспекты торговли определёнными типами биржевых товаров, а в продуктах Oracle есть некоторая поддержка ETRM.